# Автомагістраль A8 (Литва)
Автомагістраль A8 — шосе в Литві яка пролягає від Паневежіса через об'їзну дорогу Кедайняй до розв'язки з шосе A1 біля Сіткунай. Звідти дорога продовжується до Каунаса, Вільнюса, Клайпеди або Варшави. Довжина дороги 87,86 км.
Обмеження швидкості на більшій частині дороги – 90 км/год. Це одна з найважливіших транзитних доріг у країнах Балтії (частина коридору Via Baltica).

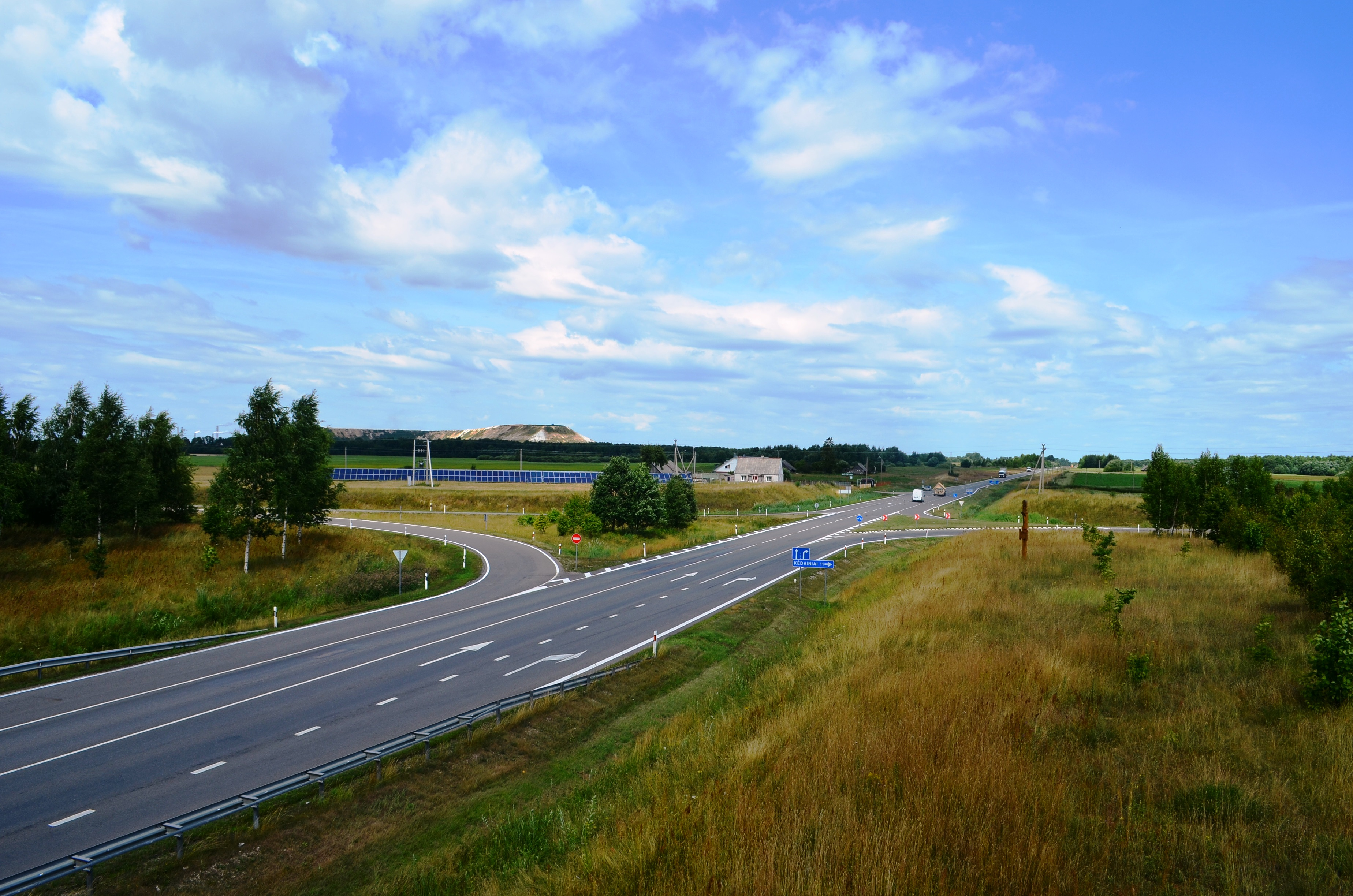
Ділянка дороги A8 поблизу Кедайняй

Цей маршрут є частиною міжнародної мережі доріг E (частина європейського маршруту E67).
Є віддалені плани реконструювати більшу частину дороги під автостраду. Наразі планується дорога 2+1.

## Дивись також
- Транспорт Литви